# 1906 en Ontario
Chronologie de l'Ontario
- 1902
- 1903
- 1904
- 1905
- 1906
- 1907
- 1908
- 1909
- 1910

Cette page concerne des événements d'actualité qui se sont produits durant l'année 1906 dans la province canadienne de l'Ontario.

## Politique
- Premier ministre :  James Whitney (Parti conservateur)
- Chef de l'Opposition: George William Ross (Parti libéral)
- Lieutenant-gouverneur: William Mortimer Clark (en)
- Législature: 11e (en)

## Événements

### Février
- 23 février : Originaire de Hanover dans le sud de l'Ontario, Tommy Burns devient le premier canadien et ontarien à être champion des poids lourds de la boxe.

### Mai
- 14 mai : Le gouvernement Whitney créer la commission de l'énergie hydroélectrique de l'Ontario à la demande du député provincial de London (en), Adam Beck.

### Septembre
- 16 septembre : le député conservateur provincial de Hamilton-Est (en) Henry Carscallen (en) est décédé en fonction à l'âge de 61 ans.

### Décembre
- 4 décembre : Allan Studholme (en) devient le premier député travailliste à l'Assemblée législative de l'Ontario à la suite de l'élection partielle de Hamilton-Est (en) à la suite de la mort du conservateur Henry Carscallen (en) le 16 septembre dernier.

## Naissances
- Nat Taylor, inventeur et producteur de film († 29 février 2004).
- 15 janvier : Edna Staebler (en), auteure († 12 septembre 2006).
- 27 janvier : Walter L. Gordon, député fédéral de Davenport (1962-1968) († 21 mars 1987).
- 29 janvier : Joe Primeau, joueur de hockey sur glace († 14 mai 1989).
- 20 novembre : John Josiah Robinette (en), avocat († 18 novembre 1996).

## Décès
- 3 mai : Peter White, député fédéral de Renfrew-Nord (1874-1896, 1904-1906) et président de la Chambre des communes du Canada (° 30 août 1838).
- 16 septembre : Henry Carscallen (en), député provincial de Hamilton-Est (en) (1898-1906) (° 14 août 1845).